# Nomada rhodalis
Nomada rhodalis är en biart som beskrevs av Cockerell 1903. Nomada rhodalis ingår i släktet gökbin, och familjen långtungebin. Inga underarter finns listade i Catalogue of Life.